# Afroeurydemus akaensis
Afroeurydemus akaensis é uma espécie de escaravelho da República Democrática do Congo, descrito por Brian J. Selman em 1972.